# Ruslan Xeyirov
Ruslan Sabir oğlu Xeyirov (ros. Руслан Сабирович Хаиров, Rusłan Sabirowicz Hairow; ur. 7 stycznia 1976 w Kaspijsku) – azerski bokser lezgińskiego pochodzenia, brązowy medalista mistrzostw świata i mistrzostw Europy.

## Kariera amatorska
W 2000 roku startował na igrzyskach olimpijskich w wadze półśredniej Sydney. Doszedł do ćwierćfinału, wynik był remisowy (10-10), ale w doliczonym czasie zwyciężył Saitow, który zdobył złoty medal na tych igrzyskach.
W 2003 roku zdobył brązowy medal podczas mistrzostw świata w Bangkoku. W półfinale pokonał go Sherzod Husanov, który zdobył srebrny medal.
W 2004 roku startował na igrzyskach olimpijskich w Atenach. W ćwierćfinale pokonał go na punkty (16:14), Lorenzo Aragón, który zdobył srebrny medal. Jeszcze w tym samym roku zdobył brązowy medal podczas mistrzostw Europy w Puli.